# Kaldi
Les kaldi sont des feuilletés algériens farcis aux tomates et aux oignons.

## Description
Il s'agit d'une entrée, ou d'un encas, très consommée dans les villes du Constantinois, surtout dans les villes de Skikda et d'Annaba.
Il existe plusieurs sortes de kaldi, comme ceux aux légumes, au fromage, à la viande hachée ou au thon. Ils sont vendus par des marchands ambulants.
Les kaldi ou caldi sont des chaussons de pâte feuilletée fourrés au fromage (brousse ou bruccio) d'origine maltaise. Dans les rues du Constantinois, les marchands ambulants maltais criaient en italien « caldi, caldi » voulant dire « chaud » (sħun en maltais).